# 6146 Adamkrafft
6146 Adamkrafft là một thiện thạch được phát hiện vào năm 1973.